# پل بینسفت
پل بینسفت (انگلیسی: Paul Biensfeldt؛ ۴ مارس ۱۸۶۹ – ۲ آوریل ۱۹۳۳) هنرپیشه اهل آلمان بود. از فیلم‌هایی که وی در آن نقش داشته است، می‌توان به گربه وحشی، مادام دوباری، عنکبوت‌ها، کارمن، سرنوشت و هاراکیری اشاره کرد.